# Expedition 61

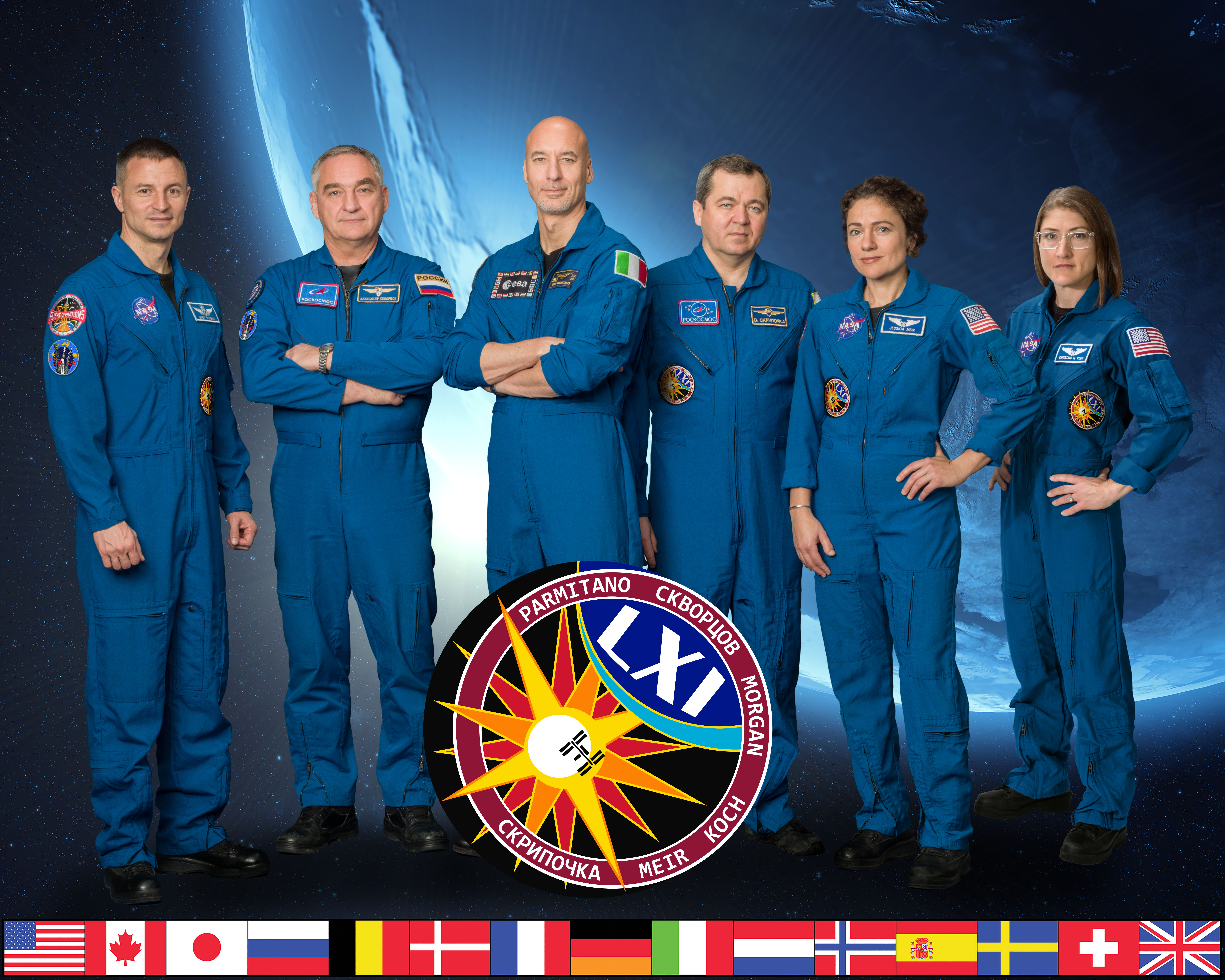
Expedition 61 besättning.

Expedition 61 är den 61:e expeditionen till Internationella rymdstationen (ISS). Expeditionen började den 3 oktober 2019 då delar av Expedition 60s besättning och Hazza Al Mansouri återvände till jorden med Sojuz MS-12.
Oleg Skripotjka och Jessica Meir anlände till stationen med Sojuz MS-15, redan den 25 september 2019.
Expeditionen avslutades den 6 februari 2020 då Sojuz MS-13 lämnade rymdstationen.

## Besättning
| Position       | (3 oktober 2019 - 6 februari 2020)            |
| -------------- | --------------------------------------------- |
| Befälhavare    | Luca Parmitano, ESA Hans andra rymdfärd       |
| Flygingenjör 1 | Aleksandr Skvortsov, RSA Hans tredje rymdfärd |
| Flygingenjör 2 | Andrew R. Morgan, NASA Hans första rymdfärd   |
| Flygingenjör 3 | Christina Koch, NASA Hennes första rymdfärd   |
| Flygingenjör 4 | Oleg Skripotjka, RSA Hans tredje rymdfärd     |
| Flygingenjör 5 | Jessica Meir, NASA Hennes första rymdfärd     |